# District de Rainy River
Le District de Rainy River est un district et une division de recensement du Nord-ouest de l'Ontario, au Canada. Créé en 1885, c'est la seule division de l'Ontario située uniquement dans l'Heure du Centre. Le centre administratif est à Fort Frances.
Au recensement de 2006, on a dénombré une population de 21 564 habitants, répartie sur une superficie de 15 472,94 km2 (5 974 mi2), soit une densité de population de 1,4 habitant par km2 (3,6 hab./mi2)

## Divisions de recensement
Le district de Rainy River comprend dix municipalités :
- Fort Frances ;
- Rainy River ;
- Alberton ;
- Atikokan ;
- Chapple ;
- Dawson ;
- Emo ;
- La Vallee ;
- Lake of the Woods ;
- Morley.

## Démographie
| 2001   | 2006   | 2011   | 2016   |
| ------ | ------ | ------ | ------ |
| 22 109 | 21 564 | 20 370 | 20 110 |